# Folge deinem Herzen
Folge deinem Herzen ist ein Fernsehfilm von Peter Sämann aus dem Jahr 2006 mit Christine Neubauer und Francis Fulton-Smith in den Hauptrollen.
2007 folgte die Fortsetzung Für immer Afrika und 2008 ein dritter Teil mit dem Titel Afrika im Herzen.

## Handlung
Die Chirurgin Katrin Berger arbeitet als Managerin erfolgreich in der Pharmabranche. Wegen einer missglückten Operation, deren Trauma Katrin nicht überwinden konnte, wurde aus der Ärztin notgedrungen eine Geschäftsfrau. Sie verließ seinerzeit nicht nur ihren Traumberuf, sondern auch ihre große Liebe Max Berger.
Nach fünfzehn Jahren treffen sich die beiden zufällig wieder und als Katrin erneut wie damals Gefühle für ihn empfindet, heiraten die beiden. Da sie nicht sofort mit ihm nach Afrika fliegen kann, folgt sie ihm kurze Zeit später nach Namibia, wo er nach dem Tod seiner Frau mit seinen beiden Kindern lebt und gemeinsam mit seinem Freund, Sam Vanderloo, das Buschkrankenhaus „Guguletho“ aufgebaut hat. 
Als Katrin am Flughafen eintrifft, wundert sie sich, dass sie nicht abgeholt wird. So fährt sie mit dem Taxi zum Buschkrankenhaus und muss hier erfahren, dass Max bei einem Unfall mit dem Jeep tödlich verunglückt ist. Katrin ist am Boden zerstört und möchte nach der Beerdigung gleich wieder nach Deutschland zurückfliegen. Doch zunächst müssen erst noch die beiden Kinder, die Max hinterlassen hat, von dem Unglück erfahren. Da sie gerade erst aus einem Feriencamp zurückkehren und noch nichts von der Tragödie wissen, übernimmt Katrin unfreiwillig diese Aufgabe. Das war ein Fehler, denn nun lehnen die beiden die „weiße Frau“ erst recht ab. 
Seit dem Tod ihrer Mutter kümmert sich Makhulu um sie und diese hatte im Vorfeld die Kinder gegen ihre neue Mutter aufgebracht. Von Sam Vanderloo erfährt Katrin, dass nach afrikanischem Gesetz die Kinder nun unter der Vormundschaft des Staates stehen und sie in ein Internat müssten, wenn Katrin zurück nach Deutschland gehen sollte. Doch bei all der Kälte, die ihr von den Kindern und Makhulu entgegen schlägt, meint sie das kaum aushalten zu können. Einzig Sam redet ihr zu, für Neo und Lindiwe da zu sein, damit sie ihr gewohntes Zuhause nicht verlassen müssen. Im Vertrauen auf das, was Max gewollt hätte, entscheidet sie sich noch zu bleiben.
Allmählich gelingt es ihr die Akzeptanz der Kinder zu gewinnen. Sam gefällt, dass Katrin sich Mühe gibt, die Herzen der Kinder zu erreichen und er ist auch froh, dass Katrin sich als Krankenschwester im Krankenhaus nützlich macht. Allerdings will sie um keinen Preis wieder operieren. 
Das ändert sich, als Neo Hilfe braucht. Ein akuter Blinddarmdurchbruch zwingt Katrin dazu, nach Jahren wieder ein Skalpell in die Hand zu nehmen. Es fällt ihr zwar schwer ihre Angst zu besiegen, aber unerwartet hilf ihr Makhulu mit ihren spirituellen Kräften. Durch den geglückten Eingriff hat sie nicht nur Neos Leben gerettet, sondern auch ihr Trauma endlich überwunden. So beschließt Katrin in Namibia zu bleiben und im Krankenhaus die freie Arztstelle zu übernehmen. Da auch Makhulu erkannt hat, was für die Kinder besser ist, macht sie den Platz in deren Herzen für ihre neue Mutter frei.

## Ausstrahlung
Die Erstausstrahlung erfolgte am 19. Dezember 2006 in Das Erste zur Primetime. Den Film sahen über 8,8 Millionen Zuschauer bei 26,8 Prozent Marktanteil. In der werberelevanten Zielgruppe sahen 1,72 Millionen zu (13,0 Prozent Marktanteil).

## Kritiken
Tilmann P. Gangloff von tittelbach.tv zieht folgendes Urteil zu diesen Film: „Es ist einmal mehr die Liebe, die eine Medizinerin in dem Degeto-Rührstück ‚Folge Deinem Herzen‘ nach Namibia verschlägt. Die in den 2000er Jahren unvermeidliche Christine Neubauer folgt ihrer Jugendliebe, den ihr das Schicksal bald entreißt. Mit Francis Fulton-Smith steht zwar alsbald Ersatz bereit, doch dessen Witwentröster-Kompetenz kommt erst in den beiden Folge-Filmen ‚Für immer Afrika‘ (2007) und ‚Afrika im Herzen‘ (2008) zum Einsatz.“
Die Kritiker der Fernseh-Zeitschrift TV Spielfilm vergaben eine mittlere Wertung (Daumen gerade) und meinten: „Herzensgutes Schicksalsdrama mit Exotiktouch.“